# Pakubuwono III
Pakubuwono III, noto anche come Pakubuwana III (Kartasura, 1732 – Surakarta, 1788), è stato un sovrano indonesiano.
Fu l'ultimo sultano di Mataram ed il primo sunan di Surakarta.

## Biografia

### I primi anni
Nato Raden Mas Suryadi, era figlio di Pakubuwono II e di sua moglie e cugina, la regina Hemas, figlia di Pangeran Purbaya Lamongan (figlio a sua volta di Pakubuwono I).
Pakubuwono III ascese al trono di Mataram il 15 dicembre 1749, sostituendo suo padre gravemente malato (morirà il 20 dicembre di quello stesso anno). Egli fu prescelto dal barone von Hohendorff, governatore olandese del nord-est di Giava, in rappresentanza della Compagnia olandese delle Indie orientali alla quale il sovrano Pakubuwono II aveva affidato temporaneamente la gestione dei suoi domini.

### Il governo
Pakubuwono III continuò la terza guerra di successione giavanese fronteggiando la ribellione del principe Mangkubumi e di Raden Mas Said. Questa ribellione era scoppiata nel 1746 ed era, oltre che una lotta al potere, anche una lotta interna alla famiglia.
Dopo il primo periodo di conflitto, ad ogni modo, le forze ribelli si stavano rafforzando ed anche molti funzionari di governo di Surakarta si unirono alla loro causa. Malgrado i ripetuti attacchi al palazzo reale, ad ogni modo, i rivoltosi non furono in grado di catturare Pakubuwono III che era protetto dalle forze della Compagnia olandese delle Indie orientali.
Nel 1752, però, vi fu uno spaccamento interno tra forze di Mangkubumi e quelle di Mas Said. Per questo motivo gli olandesi offrirono immediatamente la sottoscrizione di una pace con Mangkubumi nel 1754 e le trattative si conclusero infine con la firma del Trattato di Giyanti il 13 febbraio 1755: l'accordo prevedeva il riconoscimento della sovranità di Mangkubumi come sovrano discendente dai Mataram e concedeva a questi il controllo della metà del territorio di pertinenza di Pakubuwono III. Mangkubumi prese così anche il titolo di Hamengkubuwana I ed andò a costruire un nuovo palazzo nella nuova capitale (da lui fondata nel 1756), Yogyakarta: il regno si divise dunque in sultanato di Yogyakarta e sunanato di Surakarta.
Mas Said, dopo la firma del trattato di Giyanti, rimase l'unico belligerante negli scontri e divenne pertanto nemico oltre che degli olandesi, anche di Pakubuwono III e di Hamengkubuwana I, ma anche lui accettò dei negoziati nel 1756 e nel marzo del 1757 dichiarò la propria fedeltà alla causa dei coloni olandesi, oltre che a Surakarta ed a Yogyakarta attraverso la firma dell'accordo di Salatiga, assumendo il controllo del principato di Mangkunegaran col nome di Mangkunagara I, privando quindi Pakubuwono III di ulteriore territorio tra i propri possedimenti.
Anche dopo il 1757, l'atmosfera sull'isola di Giava continuava ad essere in piena ribellione, anche se per la propria natura essa era significativamente diminuita. Era infatti scoppiata una nuova rivolta guidata dal principe Singosari, zio di Pakubuwono III, nella parte orientale di Giava, il quale si unì nuovamente a gruppi di ribelli di Mangkubumi e di Mas Said. Dopo l'attacco degli olandesi nel 1767, il principe Singosari venne catturato nel 1768. Il tribunale coloniale lo condannò all'esilio perpetuo, ma questi morì prima che la sentenza potesse trovare compimento, mentre si trovava in custodia a Surabaya.

### Gli ultimi anni
Durante tutto il suo governo, Pakubuwono III fu un sovrano molto sottomesso al volere dei coloni olandesi della Compagnia delle Indie orientali. Infatti, ogni decisione presa dalla Compagnia veniva sottoscritta senza obiezioni dal sovrano, fatto che gli creò non pochi problemi di ordine interno, creando un clima non bello anche nel palazzo.
Questa atmosfera negativa perdurò sino alla sua morte, nel 1788, quando gli succedette suo figlio, Pakubuwono IV, il quale fu decisamente di carattere diverso rispetto al padre ed inaugurò una nuova era nel regno.